# Guinguéréni
Guinguérini ou Guingréni est une localité du Nord de la Côte d'Ivoire située dans le Département de Boundiali, District des Savanes. Elle est à l'ouest de Boundiali, en direction de Madinani.
La commune comptait 1 349 habitants en 2014.
Le village compte, depuis 1963-1964, un centre de formation du service civique. Il est réhabilité à la fin des années 2000 pour aider à la réinsertion des anciens combattants et anciens membres des groupes d'auto-défense.
Depuis 2020, le centre accueille des jeunes filles en situation de vulnérabilité dans un programme de seconde chance mis en place en collaboration avec l'UNICEF. 95 filles ont été formées en 2020 et 102 en 2021.